# Греј Игл (Минесота)
Греј Игл (енгл. Grey Eagle) град је у америчкој савезној држави Минесота.

## Демографија
По попису из 2010. године број становника је 348, што је 13 (3,9%) становника више него 2000. године.
| Група             | 2000.       | 2010.       |
| Белци             | 325 (97,0%) | 343 (98,6%) |
| Афроамериканци    | 3 (0,9%)    | 0 (0,0%)    |
| Азијати           | 1 (0,3%)    | 2 (0,6%)    |
| Хиспаноамериканци | 1 (0,3%)    | 3 (0,9%)    |
| Укупно            | 335         | 348         |